# О, Париж!
«О, Париж!» — український анімаційний фільм 2010 року студії Укранімафільм, режисер — Олександр Шмигун.

## Сюжет
Одна літня дама все своє життя мріяла побувати в Парижі (столиця Франції). Вона збирала статуетки Ейфелевої вежі, зберігала листівки і фотографії з зображенням паризьких вуличок і пейзажів. І ось на схилі років у неї в руках нарешті є квиток, який доставить її в місто мрії. Настає момент, коли вона відправляється в довгоочікувану подорож...

## Над фільмом працювали
- Автор сценарію: Олена Лебець (у титрах Олена Лебец);
- Режисер-аніматор: Олександр Шмигун;
- Художник-постановник: Сергій Кужельний;
- Композитор: Вадим Храпачов;
- Звукорежисер: Андрій Маклаков;
- Асистент режисера: Олена Ковальчук;
- Художник: Ольга Кужельна;
- Редактор: Світлана Куценко (у титрах Светлана Куценко);
- Директор знімальної групи: Жанна Мовчан.
- Подяка:
  - Режисер запису музики: Юрій Щелковський;
  - Художник: Ярослав Логінський.
  - Технічна підтримка:
    - Марина Пашковська;
    - Олексій Московченко;
    - Тимур Турсунов.